# Prima Divisione Gruppo A 2009-2010 (Emirati Arabi Uniti)
La UAE Division 1 Group A 2009-2010 è la 36ª edizione della seconda divisione nazionale per club degli Emirati Arabi Uniti.
Alla competizione prenderanno parte nuovamente 8 squadre le prime due vengono promosse in UAE Pro-League mentre le ultime due vengono retrocesse in UAE Division 1 Group B.

## Squadre
- Al-Uruba
- Hatta Club
- Al-Khaleej
- Fujairah
- Ittihad Kalba
- Dibba Al Hisn
- Al-Shaab
- Dubai Club

## Classifica
|  | Pos. | Squadra       | Pt | G  | V | N | P  | GF | GS | DR  |
|  | ---- | ------------- | -- | -- | - | - | -- | -- | -- | --- |
|  | 1.   | Ittihad Kalba | 27 | 14 | 9 | 0 | 5  | 30 | 24 | +6  |
|  | 2.   | Dubai Club    | 25 | 14 | 7 | 4 | 3  | 32 | 20 | +12 |
|  | 3.   | Al-Shaab      | 24 | 14 | 7 | 3 | 4  | 21 | 18 | +3  |
|  | 4.   | Fujairah      | 20 | 14 | 5 | 5 | 4  | 25 | 21 | +4  |
|  | 5.   | Al-Uruba      | 19 | 14 | 5 | 4 | 5  | 23 | 23 | 0   |
|  | 6.   | Al-Khaleej    | 19 | 14 | 5 | 4 | 5  | 23 | 25 | -2  |
|  | 7.   | Hatta Club    | 15 | 14 | 4 | 3 | 7  | 20 | 24 | -4  |
|  | 8.   | Dibba Al Hisn | 7  | 14 | 2 | 1 | 11 | 17 | 36 | -19 |

Legenda:

      Promosse in UAE Pro-League 2010-2011

      Retrocesse in  UAE Division 1 Group B 2010-2011

Note:
Tre punti a vittoria, uno a pareggio, zero a sconfitta.